# Sílvia Alberto
Sílvia Alberto (Lisbona, 18 maggio 1981) è una conduttrice televisiva e attrice portoghese.

## Carriera
Ha studiato teatro alla Scuola superiore di teatro e del cinema.
Ha iniziato la sua carriera nel 2000, conducendo il programma Clube Disney sul canale nazionale portoghese RTP1.
Inoltre Alberto è nota per aver condotto sette edizioni del Festival da Canção, processo di selezione portoghese all'Eurovision Song Contest, inoltre ha anche condotto la versione portoghese di Ballando con le stelle intitolata Dança Comigo e altri programmi come Operação Triunfo, Aqui há talento, MasterChef e Top Chef.
Ha lavorato per tre anni con il canale SIC, dove ha condotto la serie di Ídolos e i Golden Globes Portoghesi del 2004.
Nel 2018 è stata scelta come una delle conduttrici dell'Eurovision Song Contest di Lisbona, insieme a Filomena Cautela, Daniela Ruah e Catarina Furtado.